# IX legislatura del Parlamento europeo
La IX legislatura del Parlamento europeo ha avuto inizio il 2 luglio 2019 con la prima seduta del Parlamento, la cui composizione è stata determinata dai risultati delle elezioni europee del 23-26 maggio 2019, e ha avuto fine il 16 luglio 2024, con l'insediamento del nuovo Parlamento.
Ben il 61% degli eletti non era tra i deputati uscenti (record di turnover per il Parlamento Europeo) e il 40% dei deputati è di sesso femminile (più alta percentuale della storia).
Il parlamentare più anziano è stato l'ex Presidente del Consiglio italiano Silvio Berlusconi, di 82 anni all'inizio della legislatura, mentre il più giovane è la danese Kira Marie Peter-Hansen, di 21 anni al momento dell'elezione.

## Cronologia

### 2019

#### Maggio
- 23-26: si svolgono le elezioni in tutti i 28 Paesi dell'Unione europea.

#### Luglio

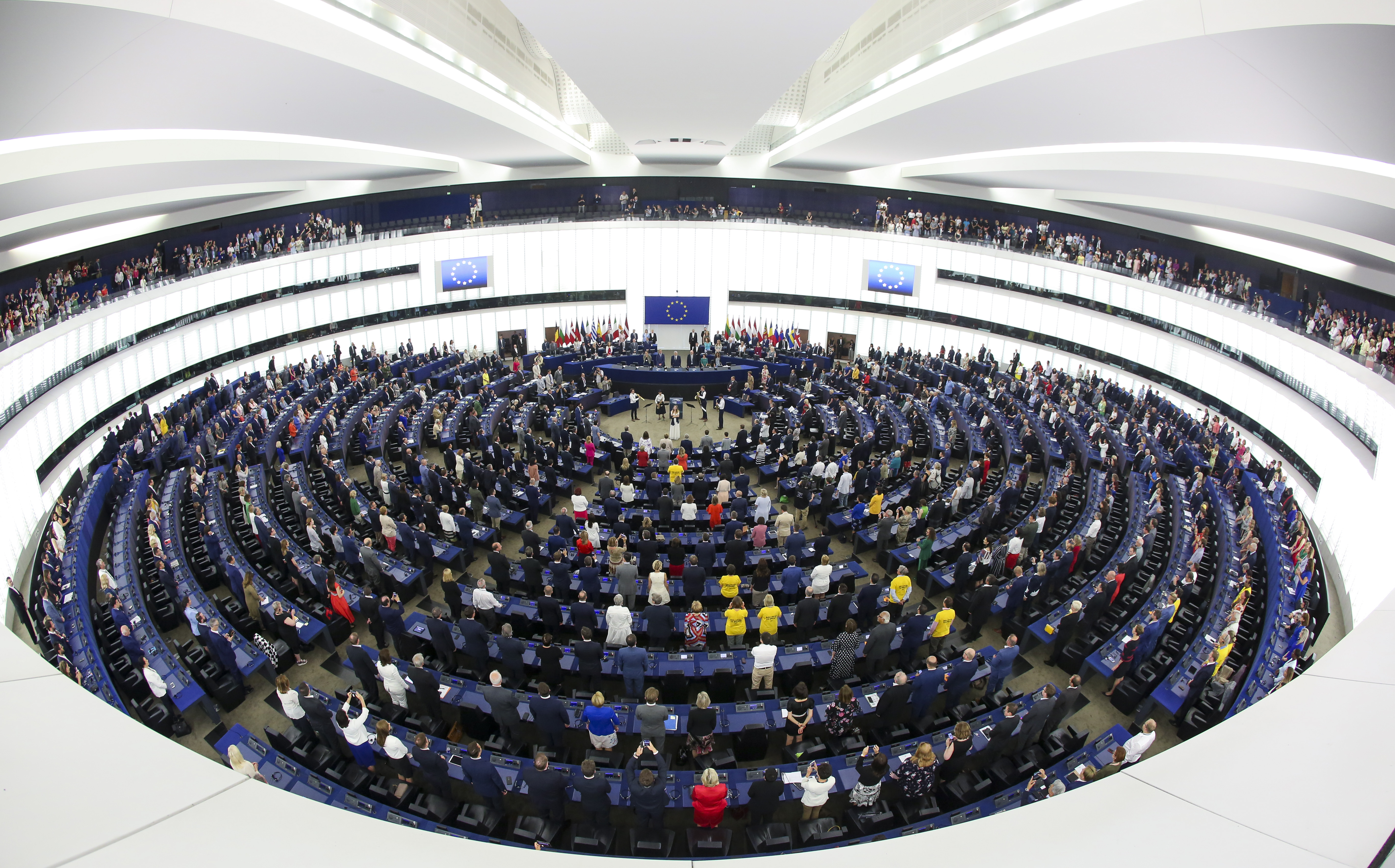
La prima seduta del Parlamento europeo della legislatura

- 2: Si svolge la prima seduta plenaria del Parlamento europeo a Strasburgo, presieduta a norma dell'articolo 14, comma 2 del Regolamento dal Presidente uscente Antonio Tajani.
- 2: Al termine di una riunione straordinaria, il Consiglio europeo elegge Charles Michel come nuovo Presidente del Consiglio per la nuova legislatura, nomina Christine Lagarde come candidata alla presidenza della Banca Centrale Europea e propone al Parlamento la nomina di Ursula von der Leyen come Presidente della Commissione Europea e di Josep Borrell come Alto rappresentante dell'Unione per gli affari esteri e la politica di sicurezza.
- 3: Viene eletto Presidente del Parlamento Europeo al secondo scrutinio David Sassoli. Nello stesso giorno vengono eletti i 14 Vicepresidenti.
- 4: Vengono eletti i 5 Questori del Parlamento.
- 16: Il Parlamento elegge Ursula von der Leyen Presidente della Commissione Europea con 383 voti favorevoli, 327 voti contrari e 22 astensioni. La maggioranza necessaria per l'elezione era di 374 voti.
- 16: Il Primo ministro della Romania Viorica Dăncilă presenta al Parlamento il bilancio del semestre di presidenza rumena del Consiglio dell'Unione europea.
- 17: Il Primo ministro della Finlandia Antti Rinne presenta al Parlamento il programma di attività della presidenza finlandese del Consiglio dell'Unione europea.

#### Novembre
- 27: Il Parlamento approva la Commissione von der Leyen nel suo complesso con 461 voti favorevoli, 157 contrari e 89 astensioni.[4]

#### Dicembre
- 1: La Commissione von der Leyen entra ufficialmente in carica.

### 2020

#### Gennaio
- 14: Il Primo ministro della Croazia Andrej Plenković presenta al Parlamento il programma di attività della presidenza croata del Consiglio dell'Unione europea.
- 31: Il Regno Unito esce dall'Unione Europea. Di conseguenza cambia la composizione del Parlamento che passa da 751 a 705 membri.

#### Luglio
- 8: La Cancelliera della Germania Angela Merkel presenta al Parlamento il programma di attività della presidenza tedesca del Consiglio dell'Unione europea.

#### Novembre
- 12: Roberta Metsola è eletta nuova vicepresidente vicaria del Parlamento, sostituendo Mairead McGuinness nominata commissaria.

#### Dicembre
- 16: Il Parlamento approva definitivamente il bilancio UE 2021-2027 con 548 voti favorevoli, 81contrari e 66 astensioni.[5]

### 2021

#### Gennaio
- 20: Il Primo ministro del Portogallo António Costa presenta al Parlamento il programma di attività della presidenza portoghese del Consiglio dell'Unione europea.

#### Luglio
- 6: Il Primo Ministro della Slovenia Janez Janša presenta al Parlamento il programma di attività della presidenza slovena del Consiglio dell'Unione europea.

### 2022

#### Gennaio
- 11: Il Presidente del Parlamento Europeo David Sassoli muore mentre è ancora in carica. A norma dell'articolo 20 del regolamento del Parlamento europeo, la Vicepresidente vicaria, Roberta Metsola assume ad interim le funzioni di Presidente.
- 17: Si tiene a Strasburgo la solenne commemorazione del Presidente Sassoli alla presenza di Enrico Letta, Charles Michel, Emmanuel Macron e Mario Draghi.
- 18: Viene eletta Presidente del Parlamento Europeo al primo scrutinio Roberta Metsola. Nello stesso giorno vengono eletti i 14 Vicepresidenti per la seconda metà della legislatura.
- 19: Vengono eletti i 5 Questori del Parlamento per la seconda metà della legislatura.
- 19: Il Presidente della Francia Emmanuel Macron presenta al Parlamento il programma di attività della presidenza francese del Consiglio dell'Unione europea.

#### Luglio
- 6: Il Primo Ministro della Repubblica Ceca Petr Fiala presenta al Parlamento il programma di attività della presidenza ceca del Consiglio dell'Unione europea.

### 2023

#### Gennaio
- 17: Il Primo ministro della Svezia Ulf Kristersson presenta al Parlamento il programma di attività della presidenza svedese del Consiglio dell'Unione europea.

#### Dicembre
- 13: Il Presidente del Governo della Spagna Pedro Sánchez presenta al Parlamento un bilancio della presidenza spagnola del Consiglio dell'Unione europea poco prima della sua conclusione. A causa delle elezioni anticipate di luglio non si era tenuto il tradizionale discorso di presentazione del programma di attività all'inizio del semestre.

### 2024

#### Gennaio
- 16: Il Primo ministro del Belgio Alexander De Croo presenta al Parlamento il programma di attività della presidenza belga del Consiglio dell'Unione europea.

## Ufficio di Presidenza

### Prima metà della legislatura

#### Presidente
David Sassoli (S&D) -
Eletto il 3 luglio 2019 al secondo scrutinio con 345 voti

#### Vicepresidenti
I vicepresidenti sono stati eletti il 3 luglio 2019. In base al turno di votazione e al numero di voti ottenuti si determina l'ordine di precedenza, come riportato nella tabella che segue.
| #  | Nome                   | Gruppo    | Nazione    | Voti         |
| -- | ---------------------- | --------- | ---------- | ------------ |
| 1  | Mairead McGuinness     | PPE       | Irlanda    | 618 1º turno |
| 2  | Pedro Silva Pereira    | S&D       | Portogallo | 556 1º turno |
| 3  | Rainer Wieland         | PPE       | Germania   | 516 1º turno |
| 4  | Katarina Barley        | S&D       | Germania   | 516 1º turno |
| 5  | Othmar Karas           | PPE       | Austria    | 477 1º turno |
| 6  | Ewa Kopacz             | PPE       | Polonia    | 461 1º turno |
| 7  | Klara Dobrev           | S&D       | Ungheria   | 402 1º turno |
| 8  | Dita Charanzová        | RE        | Rep. Ceca  | 395 1º turno |
| 9  | Nicola Beer            | RE        | Germania   | 363 1º turno |
| 10 | Lívia Járóka           | PPE       | Ungheria   | 349 1º turno |
| 11 | Heidi Hautala          | Verdi/ALE | Finlandia  | 336 1º turno |
| 12 | Marcel Kolaja          | Verdi/ALE | Rep. Ceca  | 426 2º turno |
| 13 | Dimitrios Papadimoulis | GUE/NGL   | Grecia     | 401 2º turno |
| 14 | Fabio Massimo Castaldo | NI        | Italia     | 248 3º turno |

##### Sostituzioni
Ai sensi dell'articolo 20 del regolamento di procedura del Parlamento Europeo, quando un vicepresidente deve essere sostituito, il successore che viene eletto prende il posto del suo predecessore nell'ordine di precedenza.
| # | Nome            | Gruppo | Nazione | Data di elezione | Voti | In sostituzione di |
| - | --------------- | ------ | ------- | ---------------- | ---- | ------------------ |
| 1 | Roberta Metsola | PPE    | Malta   | 12 novembre 2020 | -    | Mairead McGuinness |

#### Questori
I questori sono stati eletti il 4 luglio 2019. Poiché le candidature non superavano il numero dei questori da eleggere, l'elezione è avvenuta per acclamazione. È stata però effettuata una votazione per stabilire l'ordine di precedenza.
| Nome          | Gruppo | Nazione    | Voti |
| ------------- | ------ | ---------- | ---- |
| Anne Sander   | PPE    | Francia    | 407  |
| Monika Beňová | S&D    | Slovacchia | 391  |
| David Casa    | PPE    | Malta      | 391  |
| Gilles Boyer  | RE     | Francia    | 317  |
| Karol Karski  | ECR    | Polonia    | 261  |

### Seconda metà della legislatura

#### Presidente
Roberta Metsola (PPE) -
Eletta il 18 gennaio 2022 al primo scrutinio con 458 voti

#### Vicepresidenti
I vicepresidenti sono stati eletti il 18 gennaio 2022. In base al turno di votazione e al numero di voti ottenuti si determina l'ordine di precedenza, come riportato nella tabella che segue.
| #  | Nome                   | Gruppo    | Nazione    | Voti         |
| -- | ---------------------- | --------- | ---------- | ------------ |
| 1  | Othmar Karas           | PPE       | Austria    | 536 1º turno |
| 2  | Pina Picierno          | S&D       | Italia     | 527 1º turno |
| 3  | Pedro Silva Pereira    | S&D       | Portogallo | 517 1º turno |
| 4  | Ewa Kopacz             | PPE       | Polonia    | 467 1º turno |
| 5  | Eva Kailī              | S&D       | Grecia     | 454 1º turno |
| 6  | Evelyn Regner          | S&D       | Austria    | 434 1º turno |
| 7  | Rainer Wieland         | PPE       | Germania   | 432 1º turno |
| 8  | Katarina Barley        | S&D       | Germania   | 426 1º turno |
| 9  | Dita Charanzová        | RE        | Rep. Ceca  | 406 1º turno |
| 10 | Michal Šimečka         | RE        | Slovacchia | 494 2º turno |
| 11 | Nicola Beer            | RE        | Germania   | 410 2º turno |
| 12 | Roberts Zīle           | ECR       | Lettonia   | 403 2º turno |
| 13 | Dimitrios Papadimoulis | GUE/NGL   | Grecia     | 492 3º turno |
| 14 | Heidi Hautala          | Verdi/ALE | Finlandia  | 384 3º turno |

##### Sostituzioni
Ai sensi dell'articolo 20 del regolamento di procedura del Parlamento Europeo, quando un vicepresidente deve essere sostituito, il successore che viene eletto prende il posto del suo predecessore nell'ordine di precedenza.
| #  | Nome                 | Gruppo | Nazione     | Data di elezione | Voti         | In sostituzione di |
| -- | -------------------- | ------ | ----------- | ---------------- | ------------ | ------------------ |
| 5  | Marc Angel           | S&D    | Lussemburgo | 18 gennaio 2023  | 307 2º turno | Eva Kailī          |
| 10 | Martin Hojsík        | RE     | Slovacchia  | 18 ottobre 2023  | -            | Michal Šimečka     |
| 11 | Jan-Christoph Oetjen | RE     | Germania    | 16 gennaio 2024  | -            | Nicola Beer        |

#### Questori
I questori sono stati eletti il 19 gennaio 2022. In base al turno di votazione e al numero di voti ottenuti si determina l'ordine di precedenza, come riportato nella tabella che segue.
| Nome              | Gruppo    | Nazione     | Voti         |
| ----------------- | --------- | ----------- | ------------ |
| Anne Sander       | PPE       | Francia     | 622 1º turno |
| Christophe Hansen | PPE       | Lussemburgo | 576 1º turno |
| Monika Beňová     | S&D       | Slovacchia  | 487 1º turno |
| Fabienne Keller   | RE        | Francia     | 479 1º turno |
| Marcel Kolaja     | Verdi/ALE | Rep. Ceca   | 344 2º turno |

##### Sostituzioni
| Nome                | Gruppo | Nazione     | Data di elezione | Voti | In sostituzione di |
| ------------------- | ------ | ----------- | ---------------- | ---- | ------------------ |
| Isabel Wiseler-Lima | PPE    | Lussemburgo | 18 ottobre 2023  | -    | Christophe Hansen  |
| Victor Negrescu     | S&D    | Romania     | 9 novembre 2023  | -    | Monika Beňová      |

## Capigruppo parlamentari
| Gruppo parlamentare | Gruppo parlamentare                                    | Presidente | Seggi     |
| ------------------- | ------------------------------------------------------ | --- | --------- |
|                     | Gruppo del Partito Popolare Europeo                    | Manfred Weber | 177 / 705 |
|                     | Alleanza Progressista dei Socialisti e dei Democratici | Iratxe García Pérez | 144 / 705 |
|                     | Renew Europe                                           | Dacian Cioloș (fino al 19/10/21) Stéphane Séjourné (dal 19/10/21 e fino all'11/01/2024) Valérie Hayer (dal 24/01/2024) | 101 / 705 |
|                     | I Verdi/Alleanza Libera Europea                        | Ska Keller (fino al 13/09/22) Philippe Lamberts Terry Reintke (dal 13/10/22)                                           | 73 / 705  |
|                     | Identità e Democrazia                                  | Marco Zanni | 70 / 705  |
|                     | Gruppo dei Conservatori e dei Riformisti Europei       | Raffaele Fitto (fino al 12/10/22) Ryszard Legutko Nicola Procaccini (dal 14/02/23)                                     | 64 / 705  |
|                     | Gruppo della Sinistra al Parlamento europeo            | Manon Aubry Martin Schirdewan                                                                                          | 39 / 705  |

## Gruppi e partiti politici
Nel parlamento siedono 7 gruppi politici; ogni parlamentare può essere iscritto ad un solo gruppo. Un gruppo può essere fondato da almeno 25 europarlamentari, provenienti da almeno 1⁄4 del totale degli Stati membri della UE.
| Gruppo politico e partiti politici europei affiliati | Gruppo politico e partiti politici europei affiliati | Gruppo politico e partiti politici europei affiliati | Europarlamentari | Europarlamentari | Europarlamentari |
| Gruppo politico e partiti politici europei affiliati | Gruppo politico e partiti politici europei affiliati | Gruppo politico e partiti politici europei affiliati | Pre-Brexit       | Post-Brexit      | Post-Brexit      |
| ---------------------------------------------------- | ---------------------------------------------------- | --- | ---------------- | ---------------- | ---------------- |
|                                                      | PPE                                                  | Gruppo del Partito Popolare Europeo - Partito Popolare Europeo                                                                                                 | 182 / 751        | 187 / 705        | 5                |
| 24.23%                                               | PPE                                                  | Gruppo del Partito Popolare Europeo - Partito Popolare Europeo                                                                                                 | 26.52%           | 2.29%            |                  |
|                                                      | S&D                                                  | Alleanza Progressista dei Socialisti e dei Democratici - Partito del Socialismo Europeo                                                                        | 154 / 751        | 147 / 705        | 7                |
| 20.50%                                               | S&D                                                  | Alleanza Progressista dei Socialisti e dei Democratici - Partito del Socialismo Europeo                                                                        | 20.85%           | 0.35%            |                  |
|                                                      | RE                                                   | Renew Europe - Partito dell'Alleanza dei Liberali e dei Democratici per l'Europa - Partito Democratico Europeo                                                 | 108 / 751        | 98 / 705         | 10               |
| 14.38%                                               | RE                                                   | Renew Europe - Partito dell'Alleanza dei Liberali e dei Democratici per l'Europa - Partito Democratico Europeo                                                 | 13.90%           | 0.48%            |                  |
|                                                      | Verdi/ALE                                            | I Verdi/Alleanza Libera Europea - Partito Verde Europeo - Alleanza Libera Europea - Partito Pirata Europeo - Volt Europa                                       | 74 / 751         | 67 / 705         | 7                |
| 9.85%                                                | Verdi/ALE                                            | I Verdi/Alleanza Libera Europea - Partito Verde Europeo - Alleanza Libera Europea - Partito Pirata Europeo - Volt Europa                                       | 9.50%            | 0.35%            |                  |
|                                                      | ID                                                   | Identità e Democrazia - Partito Identità e Democrazia | 73 / 751         | 76 / 705         | 3                |
| 9.72%                                                | ID                                                   | Identità e Democrazia - Partito Identità e Democrazia | 10.78%           | 1.06%            |                  |
|                                                      | ECR                                                  | Gruppo dei Conservatori e dei Riformisti Europei - Partito dei Conservatori e dei Riformisti Europei - Movimento Politico Cristiano d'Europa                   | 62 / 751         | 62 / 705         | Steady           |
| 8.25%                                                | ECR                                                  | Gruppo dei Conservatori e dei Riformisti Europei - Partito dei Conservatori e dei Riformisti Europei - Movimento Politico Cristiano d'Europa                   | 8.79%            | 0.54%            |                  |
|                                                      | SUE/SVN                                              | Sinistra Unitaria Europea/Sinistra Verde Nordica - Partito della Sinistra Europea - Alleanza della Sinistra Verde Nordica - Ora il Popolo - Animal Politics EU | 41 / 751         | 40 / 705         | 1                |
| 5.46%                                                | SUE/SVN                                              | Sinistra Unitaria Europea/Sinistra Verde Nordica - Partito della Sinistra Europea - Alleanza della Sinistra Verde Nordica - Ora il Popolo - Animal Politics EU | 5.67%            | 0.21%            |                  |
|                                                      |                                                      | |                  |                  |                  |
|                                                      | NI                                                   | Non iscritti | 56 / 751         | 27 / 705         | 29               |
| 7.45%                                                | NI                                                   | Non iscritti | 3.83%            | 3.62%            |                  |
|                                                      |                                                      | |                  |                  |                  |
| Vacanti                                              | Vacanti                                              | Vacanti | 4                | 1                | 46               |
|                                                      |                                                      | |                  |                  | 46               |

## Parlamentari

### Modifiche della composizione del Parlamento a seguito della Brexit
Dopo la Brexit, 27 dei 73 seggi già spettanti al Regno Unito sono stati riassegnati a 14 degli altri 27 Paesi membri dell'Unione Europea, mentre i restanti 46 sono stati resi momentaneamente non-operativi. Il totale degli europarlamentari è sceso dunque da 751 a 705.
| Paese       | Con GB | Senza GB | Differenza |
| ----------- | ------ | -------- | ---------- |
| Austria     | 18     | 19       | 1          |
| Belgio      | 21     | 21       | 0          |
| Bulgaria    | 17     | 17       | 0          |
| Croazia     | 11     | 12       | 1          |
| Cipro       | 6      | 6        | 0          |
| Danimarca   | 13     | 14       | 1          |
| Estonia     | 6      | 7        | 1          |
| Finlandia   | 13     | 14       | 1          |
| Francia     | 74     | 79       | 5          |
| Germania    | 96     | 96       | 0          |
| Grecia      | 21     | 21       | 0          |
| Irlanda     | 11     | 13       | 2          |
| Italia      | 73     | 76       | 3          |
| Lettonia    | 8      | 8        | 0          |
| Lituania    | 11     | 11       | 0          |
| Lussemburgo | 6      | 6        | 0          |
| Malta       | 6      | 6        | 0          |
| Paesi Bassi | 26     | 29       | 3          |
| Polonia     | 51     | 52       | 1          |
| Portogallo  | 21     | 21       | 0          |
| Rep. Ceca   | 21     | 21       | 0          |
| Romania     | 32     | 33       | 1          |
| Slovacchia  | 13     | 14       | 1          |
| Slovenia    | 8      | 8        | 0          |
| Spagna      | 54     | 59       | 5          |
| Svezia      | 20     | 21       | 1          |
| Ungheria    | 21     | 21       | 0          |
| Regno Unito | 73     | 0        | 73         |
| Totale      | 751    | 705      | 46         |

### Variazioni nei gruppi parlamentari
La tabella mostra i cambiamenti nella composizione dei gruppi parlamentari verificatisi in seguito al ritiro dei parlamentari britannici.
| Paese       | Gruppi Politici | Gruppi Politici | Gruppi Politici             | Gruppi Politici             | Gruppi Politici | Gruppi Politici | Gruppi Politici | Gruppi Politici   | Europarlamentari |  |    |
| Paese       | PPE             | S&D             | RE                          | Verdi/ALE                   | ID              | ECR             | GUE/NGL         | NI                | Europarlamentari |  |    |
| ----------- | --------------- | --------------- | --------------------------- | --------------------------- | --------------- | --------------- | --------------- | ----------------- | ---------------- |  | -- |
| Paese       | Austria         |                 |                             |                             | +1 (Grüne)      |                 |                 |                   | Europarlamentari |  | +1 |
| Croazia     |                 | +1 (SDP)        |                             |                             |                 |                 |                 |                   | +1               |  |    |
| Danimarca   |                 |                 | +1 (V)                      |                             |                 |                 |                 |                   | +1               |  |    |
| Estonia     | +1 (Isamaa)     |                 |                             |                             |                 |                 |                 |                   | +1               |  |    |
| Finlandia   |                 |                 |                             | +1 (VIHR)                   |                 |                 |                 |                   | +1               |  |    |
| Francia     |                 | +1 (PS)         | +1 (LREM) +1 (indipendente) | +1 (EELV)                   | +1 (RN)         |                 |                 |                   | +5               |  |    |
| Irlanda     | +1 (FG)         |                 | +1 (FF)                     |                             |                 |                 |                 |                   | +2               |  |    |
| Italia      | +1 (FI)         |                 |                             |                             | +1 (LSP)        | +1 (FdI)        |                 |                   | +3               |  |    |
| Paesi Bassi |                 |                 | +1 (VVD)                    |                             | +1 (PVV)        | +1 (FvD)        |                 |                   | +3               |  |    |
| Polonia     |                 |                 |                             |                             |                 | +1 (PiS)        |                 |                   | +1               |  |    |
| Romania     |                 | +1 (PSD)        |                             |                             |                 |                 |                 |                   | +1               |  |    |
| Slovacchia  | +1 (KDH)        |                 |                             |                             |                 |                 |                 |                   | +1               |  |    |
| Spagna      | +1 (PP)         | +1 (PSOE)       | +1 (C's)                    |                             |                 | +1 (VOX)        |                 | +1 (JuntsxCat)    | +5               |  |    |
| Svezia      |                 |                 |                             | +1 (MP)                     |                 |                 |                 |                   | +1               |  |    |
| Regno Unito |                 | −10 (Lab)       | −16 (LibDem) −1 (APNI)      | −7 (Verdi) −3 (SNP) −1 (PC) |                 | −4 (Con)        | −1 (SF)         | −29 (BP) −1 (DUP) | −73              |  |    |
| Differenza  | +5              | −6              | −11                         | −7                          | +3              | 0               | −1              | −29               | −46              |  |    |

## Commissioni permanenti
| Sigla | Commissione                                      | Membri | Presidente | Presidente                                                                                         |
| ----- | ------------------------------------------------ | ------ | ---------- | -------------------------------------------------------------------------------------------------- |
| AFET  | Affari Esteri                                    | 71     |            | David McAllister (PPE)                                                                             |
| DROI  | Diritti dell'uomo                                | 30     |            | Maria Arena (S&D)                                                                                  |
| SEDE  | Sicurezza e difesa                               | 30     |            | Nathalie Loiseau (RE)                                                                              |
| DEVE  | Sviluppo                                         | 26     |            | Tomas Tobé (PPE)                                                                                   |
| INTA  | Commercio internazionale                         | 41     |            | Bernd Lange (S&D)                                                                                  |
| BUDG  | Bilanci                                          | 41     |            | Johan Van Overtveldt (ECR)                                                                         |
| CONT  | Controllo dei bilanci                            | 30     |            | Monika Hohlmeier (PPE)                                                                             |
| ECON  | Problemi economici e monetari                    | 60     |            | Roberto Gualtieri (S&D) (fino al 05/09/2019) Irene Tinagli (S&D) (dal 16/09/2019)                  |
| FISC  | Questioni fiscali                                | 30     |            | Paul Tang (S&D) (dal 23/09/2020)                                                                   |
| EMPL  | Occupazione e affari sociali                     | 55     |            | Lucia Ďuriš Nicholsonová (RE, prec. ECR) (fino al 23/01/2022) Dragoş Pîslaru (RE) (dal 24/01/2022) |
| ENVI  | Ambiente, sanità pubblica e sicurezza alimentare | 76     |            | Pascal Canfin (RE)                                                                                 |
| ITRE  | Industria, ricerca e energia                     | 72     |            | Adina-Ioana Vălean (PPE) (fino al 27/11/2019) Cristian-Silviu Bușoi (PPE) (dal 04/12/2019)         |
| IMCO  | Mercato interno e protezione dei consumatori     | 45     |            | Petra De Sutter (Verdi/ALE) (fino al 30/09/2020) Anna Cavazzini (Verdi/ALE) (dal 26/10/2020)       |
| TRAN  | Trasporti e turismo                              | 49     |            | Karima Delli (Verdi/ALE)                                                                           |
| REGI  | Sviluppo regionale                               | 43     |            | Younous Omarjee (GUE/NGL)                                                                          |
| AGRI  | Agricoltura e sviluppo rurale                    | 48     |            | Norbert Lins (PPE)                                                                                 |
| PECH  | Pesca                                            | 28     |            | Chris Davies (RE) (fino al 31/01/2020) Pierre Karleskind (RE) (dal 19/02/2020)                     |
| CULT  | Cultura e istruzione                             | 31     |            | Sabine Verheyen (PPE)                                                                              |
| JURI  | Giuridica                                        | 25     |            | Lucy Nethsingha (RE) (fino al 31/01/2020) Adrián Vázquez Lázara (RE) (dal 17/02/2020)              |
| LIBE  | Libertà civili, giustizia e affari interni       | 68     |            | Juan Fernando López Aguilar (S&D)                                                                  |
| AFCO  | Affari costituzionali                            | 28     |            | Antonio Tajani (PPE) (fino al 04/10/2022) Salvatore De Meo (PPE) (dal 17/10/2022)                  |
| FEMM  | Diritti della donna e uguaglianza di genere      | 35     |            | Evelyn Regner (S&D) (fino al 24/01/2022) Robert Biedroń (S&D) (dal 25/01/2022)                     |
| PETI  | Petizioni                                        | 35     |            | Dolors Montserrat (PPE)                                                                            |

## Commissioni speciali
| Sigla | Commissione                                                                                         | Presidente | Presidente               |
| ----- | --------------------------------------------------------------------------------------------------- | ---------- | ------------------------ |
| BECA  | Lotta contro il cancro                                                                              |            | Bartosz Arłukowicz (PPE) |
| INGE  | Ingerenze straniere in tutti i processi democratici nell'Unione europea, inclusa la disinformazione |            | Raphaël Glucksmann (S&D) |
| AIDA  | Intelligenza artificiale in un'era digitale                                                         |            | Dragoș Tudorache (RE)    |
| ANIT  | Protezione degli animali durante il trasporto                                                       |            | Tilly Metz (Verdi/ALE)   |

## Organi politici
| Organismo                                | Sigla | N. Membri | Presidente                             | Presidente                                | Membri |
| ---------------------------------------- | ----- | --------- | -------------------------------------- | ----------------------------------------- | --- |
| Ufficio di presidenza                    | BURO  | 20        |                                        | David Sassoli (S&D) (fino all'11/01/2022) | Presidente del Parlamento europeo Vice presidenti del Parlamento europeo Questori                            |
| Ufficio di presidenza                    | BURO  | 20        | Roberta Metsola (PPE) (dal 18/01/2022) |                                           | Presidente del Parlamento europeo Vice presidenti del Parlamento europeo Questori                            |
| Conferenza dei presidenti                | BCPR  | 11        |                                        | David Sassoli (S&D) (fino all'11/01/2022) | Presidente del Parlamento europeo Presidenti dei gruppi politici Un rappresentante dei deputati non iscritti |
| Conferenza dei presidenti                | BCPR  | 11        | Roberta Metsola (PPE) (dal 18/01/2022) |                                           | Presidente del Parlamento europeo Presidenti dei gruppi politici Un rappresentante dei deputati non iscritti |
| Collegio dei questori                    | QUE   | 5         | /                                      | /                                         | Questori |
| Conferenza dei presidenti di commissione | CPCO  | 22        |                                        | Antonio Tajani (PPE) (fino al 14/02/2022) | Presidenti di tutte le commissioni permanenti e temporanee                                                   |
| Conferenza dei presidenti di commissione | CPCO  | 22        | Bernd Lange (S&D) (dal 15/02/2022)     |                                           | Presidenti di tutte le commissioni permanenti e temporanee                                                   |
| Conferenza dei presidenti di delegazione | CPDE  | 45        |                                        | Inma Rodríguez-Piñero (S&D)               | Presidenti di tutte le delegazioni interparlamentari permanenti                                              |

## Delegazioni
| Sigla | Delegazione | Membri | Presidente                             | Presidente |
| ----- | --- | ------ | -------------------------------------- | --- |
| DSCA  | Delegazione al comitato parlamentare di partenariato UE-Armenia, alla commissione parlamentare di cooperazione UE-Azerbaigian e alla commissione parlamentare di associazione UE-Georgia                                   | 18     |                                        | Marina Kaljurand (S&D)                                                                                                  |
| D-AL  | Delegazione al comitato parlamentare di stabilizzazione e di associazione UE-Albania | 14     |                                        | Manolis Kefalogiannis (PPE)                                                                                             |
| D-ME  | Delegazione al comitato parlamentare di stabilizzazione e di associazione UE-Montenegro | 14     |                                        | Vladimír Bilčík (PPE)                                                                                                   |
| D-RS  | Delegazione al comitato parlamentare di stabilizzazione e di associazione UE-Serbia | 15     |                                        | Tanja Fajon (S&D) (fino al 12/05/2022) Alessandra Moretti (S&D) (dal 23/06/2022)                                        |
| DEPA  | Delegazione all'Assemblea parlamentare Euronest | 60     |                                        | Andrius Kubilius (PPE)                                                                                                  |
| DMED  | Delegazione all'Assemblea parlamentare dell'Unione per il Mediterraneo | 49     |                                        | David Sassoli (S&D) (fino all' 11/01/2022)                                                                              |
| DMED  | Delegazione all'Assemblea parlamentare dell'Unione per il Mediterraneo | 49     | Roberta Metsola (PPE) (dal 18/01/2022) | |
| DLAT  | Delegazione all'Assemblea parlamentare euro-latinoamericana | 75     |                                        | Javi López (S&D) |
| DACP  | Delegazione all'Assemblea parlamentare paritetica ACP-UE | 78     |                                        | Carlos Zorrinho (S&D)                                                                                                   |
| DCAR  | Delegazione alla commissione parlamentare Cariforum-UE | 15     |                                        | Stéphane Bijoux (RE) |
| D-MD  | Delegazione alla commissione parlamentare di associazione UE-Moldavia | 14     |                                        | Siegfried Mureşan (PPE)                                                                                                 |
| D-UA  | Delegazione alla commissione parlamentare di associazione UE-Ucraina | 16     |                                        | Witold Waszczykowski (ECR)                                                                                              |
| D-RU  | Delegazione alla commissione parlamentare di cooperazione UE-Russia | 31     |                                        | Ryszard Czarnecki (ECR)                                                                                                 |
| D-CL  | Delegazione alla commissione parlamentare mista UE-Cile | 15     |                                        | Inma Rodríguez-Piñero (S&D)                                                                                             |
| D-MK  | Delegazione alla commissione parlamentare mista UE-Macedonia del Nord | 13     |                                        | Andreas Schieder (S&D)                                                                                                  |
| D-MX  | Delegazione alla commissione parlamentare mista UE-Messico | 14     |                                        | Massimiliano Smeriglio (S&D)                                                                                            |
| D-TR  | Delegazione alla commissione parlamentare mista UE-Turchia | 25     |                                        | Sergey Lagodinsky (Verdi/ALE)                                                                                           |
| DCAS  | Delegazione alle commissioni parlamentari di cooperazione UE-Kazakistan, UE-Kirghizistan, UE-Uzbekistan e UE-Tagikistan, e per le relazioni con il Turkmenistan e la Mongolia                                              | 19     |                                        | Fulvio Martusciello (PPE) (fino al 04/06/2023) Tomáš Zdechovský (PPE) (dal 05/06/2023)                                  |
| DEEA  | Delegazione per la cooperazione settentrionale e per le relazioni con la Svizzera e la Norvegia, alla commissione parlamentare mista UE-Islanda e alla commissione parlamentare mista dello Spazio economico europeo (SEE) | 17     |                                        | Andreas Schwab (PPE) |
| D-IL  | Delegazione per le relazioni con Israele | 18     |                                        | Antonio López-Istúriz White (PPE)                                                                                       |
| D-US  | Delegazione per le relazioni con gli Stati Uniti | 63     |                                        | Radosław Sikorski (PPE) (fino al 12/12/2023) Danuta Hübner (PPE) (dal 25/01/2024)                                       |
| DMAG  | Delegazione per le relazioni con i paesi del Maghreb e l'Unione del Maghreb arabo, comprese le commissioni parlamentari miste UE-Marocco, UE-Tunisia e UE-Algeria                                                          | 18     |                                        | Andrea Cozzolino (S&D) (fino al 12/01/2023) Matjaž Nemec (S&D) (dal 15/03/2023)                                         |
| DMAS  | Delegazione per le relazioni con i paesi del Mashreq | 18     |                                        | Isabel Santos (S&D) |
| DASE  | Delegazione per le relazioni con i paesi del Sud-Est asiatico e l'Associazione delle nazioni del Sud-Est asiatico (ASEAN)                                                                                                  | 26     |                                        | Daniel Caspary (PPE) |
| DCAM  | Delegazione per le relazioni con i paesi dell'America centrale | 26     |                                        | Tilly Metz (Verdi/ALE)                                                                                                  |
| DSAS  | Delegazione per le relazioni con i paesi dell'Asia meridionale | 15     |                                        | Nosheena Mobarik (ECR) (fino al 31/01/20) Nicola Procaccini (ECR) (dal 12/10/20)                                        |
| DAND  | Delegazione per le relazioni con i paesi della Comunità andina | 12     |                                        | Pilar del Castillo (PPE)                                                                                                |
| D-CA  | Delegazione per le relazioni con il Canada | 16     |                                        | Stéphanie Yon-Courtin (RE)                                                                                              |
| D-JP  | Delegazione per le relazioni con il Giappone | 24     |                                        | Neena Gill (S&D) (fino al 31/01/20) Christel Schaldemose (S&D) (dal 25/02/21)                                           |
| DMER  | Delegazione per le relazioni con il Mercosur | 19     |                                        | Jordi Cañas (RE) |
| DPAP  | Delegazione per le relazioni con il Parlamento panafricano | 12     |                                        | María Soraya Rodríguez (RE)                                                                                             |
| D-ZA  | Delegazione per le relazioni con il Sudafrica | 15     |                                        | Magdalena Adamowicz (PPE)                                                                                               |
| D-AF  | Delegazione per le relazioni con l'Afghanistan | 7      |                                        | Petras Auštrevičius (RE)                                                                                                |
| DNAT  | Delegazione per le relazioni con l'Assemblea parlamentare della NATO | 10     |                                        | Tom Vandenkendelaere (PPE)                                                                                              |
| DANZ  | Delegazione per le relazioni con l'Australia e la Nuova Zelanda | 12     |                                        | Ulrike Müller (RE) |
| D-IN  | Delegazione per le relazioni con l'India | 23     |                                        | Dinesh Dhamija (RE) (fino al 31/01/20) Søren Gade (RE) (dal 16/07/20 al 14/11/22) Morten Løkkegaard (RE) (dal 09/01/23) |
| D-IR  | Delegazione per le relazioni con l'Iran | 11     |                                        | Cornelia Ernst (GUE/NGL)                                                                                                |
| D-IQ  | Delegazione per le relazioni con l'Iraq | 7      |                                        | Sara Skyttedal (PPE) |
| D-BY  | Delegazione per le relazioni con la Bielorussia | 12     |                                        | Robert Biedroń (S&D) (fino al 16/02/2022) Juozas Olekas (S&D) (dal 10/03/2022)                                          |
| DSEE  | Delegazione per le relazioni con la Bosnia-Erzegovina e il Kosovo | 13     |                                        | Romeo Franz (Verdi/ALE)                                                                                                 |
| DPAL  | Delegazione per le relazioni con la Palestina | 18     |                                        | Manu Pineda (GUE/NGL)                                                                                                   |
| D-BR  | Delegazione per le relazioni con la Repubblica federativa del Brasile | 14     |                                        | José Manuel Fernandes (PPE)                                                                                             |
| D-CN  | Delegazione per le relazioni con la Repubblica popolare cinese | 37     |                                        | Reinhard Bütikofer (Verdi/ALE)                                                                                          |
| DARP  | Delegazione per le relazioni con la penisola arabica | 15     |                                        | Hannah Neumann (Verdi/ALE)                                                                                              |
| DKOR  | Delegazione per le relazioni con la penisola coreana | 12     |                                        | Lukas Mandl (PPE) |
| D-UK  | Delegazione all'Assemblea parlamentare di partenariato UE-Regno Unito | 35     |                                        | Nathalie Loiseau (RE)                                                                                                   |
| DCAB  | Delegazione all'Assemblea parlamentare Caraibi-UE | 15     |                                        | Jadwiga Wiśniewska (ECR)                                                                                                |
| DAFR  | Delegazione all'Assemblea parlamentare Africa-UE | 47     |                                        | Max Orville (RE) |
| DPAC  | Delegazione all'Assemblea parlamentare Pacifico-UE | 15     |                                        | Dan Nica (S&D) |